# Edda Göring
Edda Göring, född 2 juni 1938 i Berlin, död 21 december 2018 i München, var dotter och enda barn till den nazistiske politikern Hermann Göring och dennes andra hustru, skådespelerskan Emmy Göring, född Sonnemann.

## Biografi
Vid Edda Görings dop den 4 november 1938 var Adolf Hitler fadder. Hon växte upp bland annat på Carinhall utanför Berlin, vilket var faderns palatsliknande lantställe. Efter Tysklands sammanbrott 1945 internerades Göring jämte sin hustru och dotter i Camp Ashcan i Mondorf-les-Bains i Luxemburg. Emmy och Edda Göring hölls i fängsligt förvar från november 1945 till våren 1946 i fängelset Straubing nordost om München. Under Nürnbergprocessen fick hon besöka sin far från september 1946 i fängelset bredvid domstolsbyggnaden.
Edda Göring utbildade sig till rättssekreterare och avlade examen vid Münchens universitet. Hon arbetade sedan som läkarsekreterare och  bodde tillsammans med sin mor Emmy i München till moderns död i juni 1973. Under fem år under 1970-talet var hon sambo med journalisten Gerd Heidemann, som köpt Hermann Görings tidigare lustjakt Carin II och umgicks i kretsar med nazister från naziepoken.

## Rättstvist om Cranachmålning
Edda Göring fick vid sitt dop på Carinhall i november 1938 två konstverk av Lucas Cranach den äldre som dopgåva. Det ena var Madonna med barn, som kort dessförinnan förvärvats av Wallraf-Richartz-Museum i Köln och som tagits därifrån av Kölns överborgmästare. Efter andra världskriget hävdade staden Köln att gåvan skulle ogiltigförklaras, bland annat med motiveringen att den tillkommit efter påtryckningar av Hermann Göring. Även förbundslandet Bayern och förbundsrepubliken gjorde anspråk på konstverket. År 1966 fastslog en domstol att bilden skulle återgå i staden Kölns ägo. Edda Göring överklagade. I januari 1968 avkunnade Oberlandesgericht Köln den slutgiltiga domen, efter 15 års rättstvist, i ärendet till staden Kölns fördel och avvisade Edda Görings överklagande.